# غيلبرت هنت
غيلبرت هنت (بالإنجليزية: Gilbert Agnew Hunt)‏ هو رياضياتي أمريكي، ولد في 4 مارس 1916 في واشنطن العاصمة في الولايات المتحدة، وتوفي في 30 مايو 2008 في برينستون في الولايات المتحدة.

## وصلات خارجية
- غيلبرت هنت على موقع رابطة محترفي التنس (الإنجليزية)
- غيلبرت هنت على موقع أرشيف التنس.كوم (الإنجليزية)